# Aéroport d'Orenbourg Tsentralni
L'aéroport Tsentralny (russe : Аэропорт Центральный) (code IATA : REN • code OACI : UWOO) est un aéroport civil situé à 25 kilomètres à l'est de la ville d'Orenbourg en Russie.
Le siège de la compagnie aérienne Orenair se situe dans cet aéroport.

## Situation

### Carte des aéroports russes
| \| 50 km1:1 791 000 \| Koursk Abakan Anapa Pskov Arkhangelsk Astrakhan Barnaoul Belgorod Blagoveshchensk Bratsk Grozny Guelendjik Iakoutsk Iékaterinbourg Ijevsk Ioujno-Sakhalinsk Irkoutsk Kaliningrad Kazan Kemerovo Khabarovsk Khanty-Mansiïsk Krasnodar Krasnoïarsk Magadan Magnitogorsk Makhachkala Mineralnye Vody Mirny Moscou · SVO Moscou · DME Moscou-VKO Mourmansk Narian-Mar Nijnekamsk Nijnevartovsk Nijni Novgorod Noïabrsk Alykel Novokouznetsk Novossibirsk Novy Ourengoï Omsk Orenbourg Oufa Oulan-Oude Oulianovsk Perm Petropavlovsk-Kamtchatski Rostov · sur-le-Don Sabetta Saint-Pétersbourg Salekhard Samara Saratov Simferopol Sotchi Sourgout Stavropol Kyzyl Syktyvkar Tcheliabinsk Tchita Tioumen Tomsk Vladivostok Volgograd Voronej |
| 50 km1:1 791 000 |

## Compagnies aériennes et destinations
| Compagnies         | Destinations                                    |
| ------------------ | ----------------------------------------------- |
| Aeroflot           | Moscou Chérémétiévo En saison : Sotchi-Adler    |
| IrAero             | Bakou-H. Aliyev                                 |
| Nordwind Airlines  | Bakou-H. Aliyev, Moscou Chérémétiévo            |
| Orenburzhye        | Kazan, Iékaterinbourg-Koltsovo                  |
| Pegas Fly          | Moscou Chérémétiévo, Saint-Pétersbourg-Poulkovo |
| Red Wings Airlines | Iékaterinbourg-Koltsovo                         |
| Rossiya Airlines   | Moscou Chérémétiévo                             |
| Smartavia          | Moscou-Domodédovo                               |
| Yamal Airlines     | En saison : Simféropol                          |

Édité le 09/06/2021

## Statistiques
Pour des raisons techniques, il est temporairement impossible d'afficher le graphique qui aurait dû être présenté ici.

Voir la requête brute et les sources sur Wikidata.